# Vlag van Kiribati

Vlag van Kiribati (ratio 1:2)

De nationale vlag van Kiribati die op 2 juli 1979 voor het eerst werd gehesen is gebaseerd op het in 1932 door Sir Arthur Grimble ontworpen wapen voor de Britse kolonie van de Gilbert- en Ellice-eilanden. De bovenste helft is rood en bevat een gele fregatvogel, die boven een gele opkomende zon vliegt. De onderste helft is blauw en bevat drie horizontale golvende witte strepen. Deze symboliseren de oceaan en de drie groepen eilanden (Gilbert-, Phoenix- en de Line-eilanden). De zeventien stralen van de zon vertegenwoordigen de zestien Gilberteilanden en Banaba.
Het wapen van Kiribati toont hetzelfde motief.

## Geschiedenis

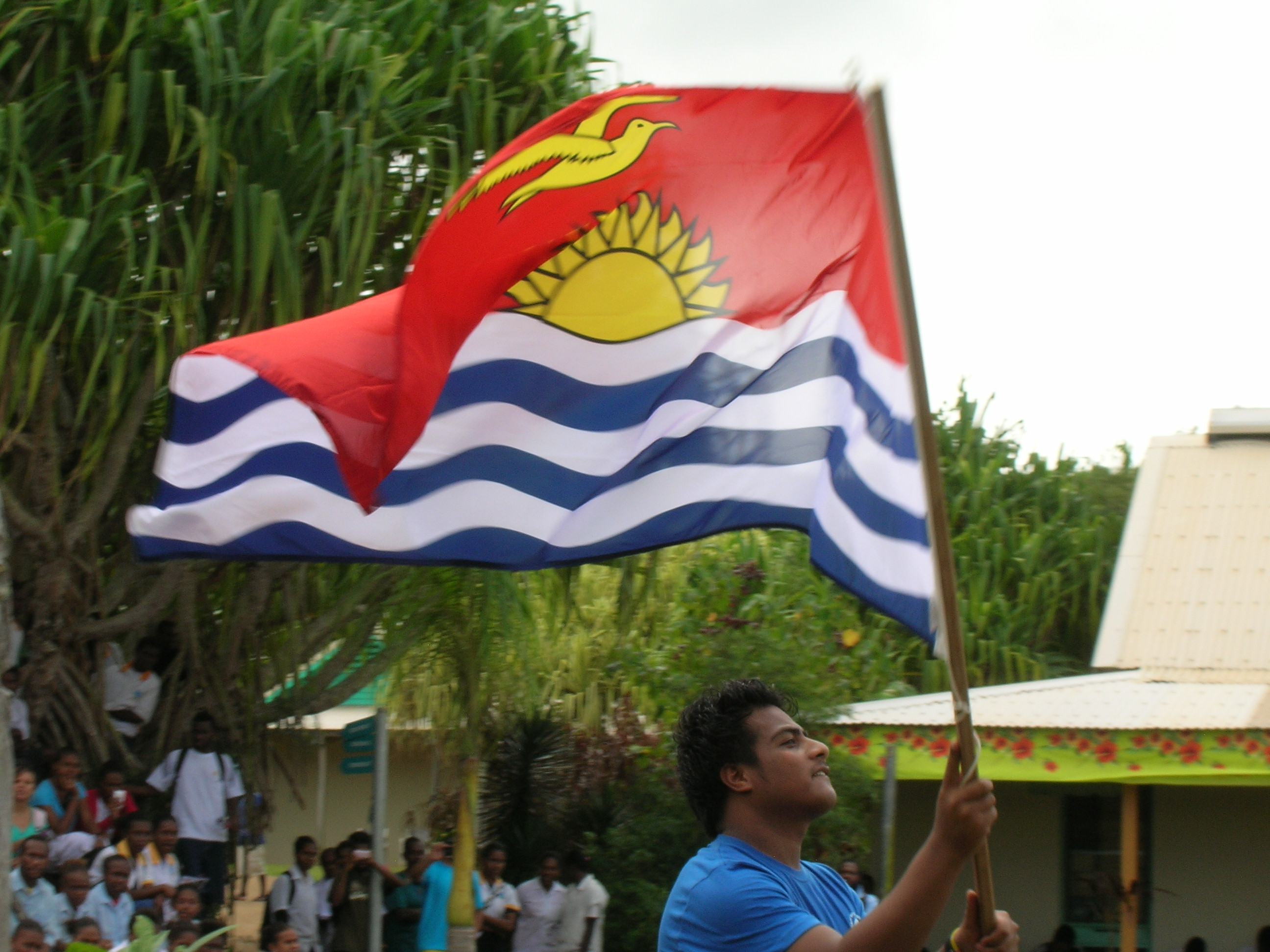
Flag of Kiribati

De vlag van Kiribati is een wapenvlag, een vlag met een ontwerp dat precies overeenkomt met dat van het schild in het wapenschild, het voormalige insigne van de vlag van de Britse kolonie Gilbert- en Ellice-eilanden. In een brief van 15 augustus 1931 aan de Hoge Commissaris voor de Westelijke Stille Oceaan schreef Arthur Grimble (met betrekking tot zijn badgevoorstel):
- "Zee. Vertegenwoordigt de ruimte van de oceaan waarin de kolonie is geïsoleerd".
- "Zon. De eilanden liggen dicht bij de meridiaan van 180 graden. De zon komt op of gaat onder".
- "Vogel. De grote fregatvogel (Fregata minor) symboliseert macht, evenwicht en vrijheid. Voor de inheemse bevolking is het een teken van soevereiniteit en koninklijke geboorte, en wordt het als zodanig zeer gewaardeerd".

De wapendata werden vervolgens toegekend door het College of Arms in mei 1937, toen het officieel werd toegekend aan de kolonie Gilbert- en Ellice-eilanden. Het schild werd opgenomen in het midden van de vlieghelft van een Britse blauwe vaandel als staatvaandel van de kolonie.
Kort voor de onafhankelijkheid in 1979 werd een lokale wedstrijd gehouden om een nieuwe nationale vlag te kiezen en een ontwerp gebaseerd op het koloniale wapenschild werd ingediend bij het College of Arms. Het College of Arms besloot dit ontwerp aan te passen. Zowel de gouden fregatvogel als de zon werden vergroot om meer van de bovenkant van de vlag in beslag te nemen en de breedte van de blauwe en witte golvende banden werd verkleind. De lokale bevolking hield echter vast aan het oorspronkelijke ontwerp, waarbij de bovenste en onderste helft van de vlag gelijk waren, de zon en de lokale fregatvogel klein waren en de verschillende ontwerpelementen zwart omlijnd waren. De nieuwe vlag werd gehesen tijdens de viering van de onafhankelijkheidsdag in de hoofdstad Tarawa op 12 juli 1979.

Vlag van het Koninkrijk Abemama (april 1884 - juni 1884)
Vlag van het Koninkrijk Abemama (juni 1884 - 1889)
Vlag van het Koninkrijk Abemama (1889-1892)
Koninklijke vlag van het Koninkrijk Abemama (1889-1892)
Vlag van de Gilbert- en Ellice-eilanden (1937-1976)
Vlag van de Gilbert- en Ellice-eilanden (1976-1979)

### Gilbert- en Ellice-eilanden
De vlag van de Britse kolonie van de Gilbert- en Ellice-eilanden werd in 1932 ontworpen door Sir Arthur Grimble. Hij is gebaseerd op een Brits blauw vaandel.